# Coptorhynchus
Coptorhynchus är ett släkte av skalbaggar. Coptorhynchus ingår i familjen Brentidae.

## Dottertaxa tillCoptorhynchus, i alfabetisk ordning[1]
- Coptorhynchus aeruginosus
- Coptorhynchus albivarius
- Coptorhynchus albolineatus
- Coptorhynchus altirostris
- Coptorhynchus amabilis
- Coptorhynchus ambiguus
- Coptorhynchus amplus
- Coptorhynchus asper
- Coptorhynchus batjanensis
- Coptorhynchus beccarii
- Coptorhynchus beryllinus
- Coptorhynchus blanchardi
- Coptorhynchus bombicollis
- Coptorhynchus bombylius
- Coptorhynchus brevicollis
- Coptorhynchus caesius
- Coptorhynchus caudatus
- Coptorhynchus celeutheticus
- Coptorhynchus conifer
- Coptorhynchus crassirostris
- Coptorhynchus cruciatus
- Coptorhynchus cyanipes
- Coptorhynchus cyclophthalmus
- Coptorhynchus demeyerei
- Coptorhynchus demeyeri
- Coptorhynchus demissus
- Coptorhynchus discretus
- Coptorhynchus disjunctus
- Coptorhynchus distans
- Coptorhynchus dives
- Coptorhynchus elegans
- Coptorhynchus ellipticus
- Coptorhynchus equinus
- Coptorhynchus fraterculus
- Coptorhynchus fuscipes
- Coptorhynchus generosus
- Coptorhynchus gestroi
- Coptorhynchus globinasus
- Coptorhynchus granifer
- Coptorhynchus gratus
- Coptorhynchus griseus
- Coptorhynchus guérini
- Coptorhynchus guineensis
- Coptorhynchus guttatus
- Coptorhynchus guttiger
- Coptorhynchus helleri
- Coptorhynchus hellerianus
- Coptorhynchus heteroclavatus
- Coptorhynchus hospes
- Coptorhynchus hostis
- Coptorhynchus humilis
- Coptorhynchus hypocritus
- Coptorhynchus iliganus
- Coptorhynchus immitis
- Coptorhynchus improvidus
- Coptorhynchus imuganus
- Coptorhynchus indiscretus
- Coptorhynchus inornatus
- Coptorhynchus interruptus
- Coptorhynchus jansoni
- Coptorhynchus kukenthali
- Coptorhynchus lacerta
- Coptorhynchus lacophilus
- Coptorhynchus lateralis
- Coptorhynchus leopoldi
- Coptorhynchus lepidus
- Coptorhynchus leucopleurus
- Coptorhynchus leucostictus
- Coptorhynchus ligatus
- Coptorhynchus longicollis
- Coptorhynchus luctuosus
- Coptorhynchus luhuanus
- Coptorhynchus manadensis
- Coptorhynchus melancholicus
- Coptorhynchus metapocyrtoides
- Coptorhynchus migrans
- Coptorhynchus moerens
- Coptorhynchus mutilatus
- Coptorhynchus narinosus
- Coptorhynchus nudus
- Coptorhynchus ocularis
- Coptorhynchus opulentus
- Coptorhynchus ornatus
- Coptorhynchus ostentatus
- Coptorhynchus pectoralis
- Coptorhynchus pellax
- Coptorhynchus perornatus
- Coptorhynchus posticus
- Coptorhynchus puncticollis
- Coptorhynchus quadruplex
- Coptorhynchus quattuordecimmaculatus
- Coptorhynchus quinarius
- Coptorhynchus regularis
- Coptorhynchus roseipes
- Coptorhynchus semifasciatus
- Coptorhynchus servilis
- Coptorhynchus setipennis
- Coptorhynchus speculatus
- Coptorhynchus sternalis
- Coptorhynchus strigifrons
- Coptorhynchus suavis
- Coptorhynchus subacutus
- Coptorhynchus subcylindricus
- Coptorhynchus subligatus
- Coptorhynchus subtilis
- Coptorhynchus sulcirostris
- Coptorhynchus ternatensis
- Coptorhynchus terrenus
- Coptorhynchus tessellatus
- Coptorhynchus trivittatus
- Coptorhynchus turbidus
- Coptorhynchus unifasciatus
- Coptorhynchus valens
- Coptorhynchus waltoni
- Coptorhynchus vittaticollis
- Coptorhynchus zygopsicus